# Oceanobdella
Oceanobdella (Океанічна п'явка) — рід п'явок підродини Platybellinae родини Риб'ячі п'явки ряду Хоботні п'явки (Rhynchobdellida). Має 7 видів.

## Опис
Загальна довжина представників цього роду коливається від 12 до 35 мм. Наділені 3 парами очей. Ротові пори розташовані в передній половині передньої присоски. Мають невеличкий передній присосок. Задній присосок добре розвинений. Присоски чітко відділені від тіла. Тіло гладеньке, витягнуте, струнке, дещо сплощене. Трахелосома (передня частина) слабко відділена від уросоми (задньої частини). мускулатура помірно розвинена. Складається з 10—14 сомітів. У них 5 пар тестісак (мішечків зі спермою). Атлантичні представники цього роду мають подовжені «роги» атріума (репродуктивного апарату), які не різко відокремлені від еякулярних каналів.
У представників цього роду переважно слабка пігментація та прозоре тіло. Втім присутній малюнок, що може складатися з темних рисок, смужок або цяток. Часто присутні типові радіальні смуги на задній присосці.

## Спосіб життя
Тримаються виключно морської води. Перебувають на відстані 20 км від океанічного узбережжя, в морях дещо ближче. Паразитують на рибах з родин терпугові, бабцеві, бельдюгові, пінагорові, тріскові, собачкові, камбалові, стіхеєві. При цьому зазвичай забираються під зябри.
Статева зрілість настає в той час, коли п'явки досягають половини свого максимального розміру. Молоді п'явчата живляться кров'ю риб біля плавця.

## Розповсюдження
Поширені у Північній Атлантиці (від затоки Мен і Ньюфаундленда до Гренландії і Шпіцбергена, біля Британських островів, річках Швеції) та на півночі Тихого океану (від узбережжя Орегону до Аляски, біля о. Сахалін).

## Види
- Oceanobdella alba (Epstein et S. Utevsky, 1996)
- Oceanobdella blennii (Knight-Jones, 1940)
- Oceanobdella khani (Burreson et Williams, 2004)
- Oceanobdella microstoma (Johansson, 1896)
- Oceanobdella sakhalinica (S. Y. Utevsky, 2009)
- Oceanobdella sexoculata (Malm, 1863)
- Oceanobdella pallida (Burreson, 1977)